# 弗朗西斯·凯尔比里乌
弗朗西斯·凯尔比里乌（法語：Francis Kerbiriou，1951年5月11日—），法国男子田径运动员。他曾代表法国参加1972年和1976年夏季奥林匹克运动会田径比赛，获得一枚铜牌。